# Emil A. Stadelhofer
Emil Anton Stadelhofer (* 1. Januar 1915 in Schaffhausen; † 23. August 1977 in Djursholm nahe Stockholm, Schweden) war ein Schweizer Diplomat. Er war unter anderem Schweizer Botschafter in Kuba während der Kubakrise und gleichzeitig vertrat er die US-amerikanischen Interessen während dieser Phase.

## Leben
Stadelhofer wuchs als Sohn eines katholischen Prokuristen in Schaffhausen auf und besuchte dort die Kantonsschule. Zwischen 1933 und 1940 studierte er Jurisprudenz an den Universitäten Lausanne und Zürich, welche er mit dem Doktorat an der Universität Zürich abschloss. Danach absolvierte er ein Praktikum in der Kanzlei von Curt Labhart in Schaffhausen und erhielt 1942 das Patent als Rechtsanwalt. Im selben Jahr trat er ins damalige EPD ein, wirkte 1944–1951 als Gesandtschaftsmitarbeiter in Berlin, 1952 als stellvertretender Schweizer Gesandter in Köln, absolvierte 1953–1954 ein Stage bei der Handelsabteilung des EVD, war 1954 nochmals kurzzeitig in Prag und Berlin, 1955–1958 dann als Gesandtschaftsrat in Buenos Aires und 1958–1961 als stellvertretender Delegationschef bei der OECD in Paris.
1961 übernahm Stadelhofer – kurz nach der dortigen Revolution durch Fidel Castro – das Amt als Schweizer Botschafter in Havanna, wo er in einer schwierigen Phase u. a. auch die US-amerikanischen Interessen vertrat. Botschafter Stadelhofer soll eine ganz besondere Beziehung zu Fidel Castro gehabt haben, mit dem er oft stundenlang diskutierte und als Höhepunkt ein Abkommen über die Ausreise von mehr als 200.000 Kubanern in die USA aushandelte. In Kuba blieb er bis Anfang 1967.
In den Jahren 1967–1971 wirkte Stadelhofer dann als Botschafter in Tokio (Japan). 1971 zog er dann als Botschafter nach Brasília. Während dieser Zeit wurde  1972 die Schweizer Botschaft von Rio de Janeiro nach Brasília verlegt. Stadelhofer blieb dort bis 1976 und ab 1977 war er Botschafter in Stockholm, wo er im gleichen Jahr in Djursholm im Amt verstarb.

## Privates
Stadelhofer heiratete im Januar 1968 seine Jugendfreundin Anne Rose Straumann, die gemeinsame Tochter kam 1970 zur Welt.

## Schriften
- Emil Stadelhofer. Die Verwaltungsrechtspflege im Kanton Schaffhausen, Schaffhausen 1943.